# 南宮搏
南宮搏（1924年—1983年），中華民國历史小说家。本名馬彬，字漢嶽，浙江省餘姚縣人，另有筆名史劍、許劍、馬兵、碧光、齊簡等。

## 生平
浙江大學畢業。曾任《扫荡报》編輯，重庆《和平日报》编辑主任，上海《和平时报》总編輯。中華人民共和國成立前后到香港创办南天出版社，后赴台主持《徵信新聞報》，继而出任《中国时报》社长兼评论撰述委员。他擅作历史小说，留下作品六十余部，其中一些有英文、法文、西班牙文和日文译本。1972年，他的《洛神》由杨喜松先生翻译后交日本《文艺春秋》杂志连载，得白桦派以「現代中國歷史小說的第一人」相誉。
南宫搏历史小说的风格不一。概要说来，早期作品只讲男女相思，有言情小说神髓，文字舒放有致，缠绵动人，对天下大势常避而不谈；后期渐关注历史事件，行文间喜加按语，浑厚有余而灵动稍损。他谙熟史料，对重要人事往往有独到之见，这使得他的作品又不乏给古人“翻案”的效果。譬如《貂蝉》就翻了董卓、王允之案，指王允权欲太重，完全不顾惜董卓缔就的和平繁荣。
南宫搏尝谓：“我处理中国历史，以夏禹为有史之起点，以前自然有，但只是一些传说，完全不能称为史，此后，我的大划分代为：秦始皇统一中国；南北朝的大混乱；唐玄宗天宝之乱；蒙古人统治中国；孙文创中华民国。这个大划分，以唐玄宗天宝之乱为中国命运的转折点。自天宝之乱以后，中国就长期向衰了，这是从文治教化整体的辉煌而言，一时的武功或疆土扩大，是不足道的。”（南宫搏《杨贵妃·前记》）所以他十分重视唐玄宗和杨贵妃，再三创作这一题材的故事，前后计有《杨贵妃》《杨贵妃外传》《杨贵妃新传》《天宝贵妇》等五种。
南宫搏又曾以“史剑”之名出版《郭沫若批判》（1954年），以“碧光”之名出版《脊樑挺立的人生》（时间不明）和《陋窗小品》（1977年），以“馬彬”本名出版《轉型期的知識分子》（1956年）等。1961年曾任《妖女何月儿》的影片编剧。

## 著作
- 《后羿與嫦娥》
- 《妲己》
- 《西施》
- 《韓信》
- 《王昭君》
- 《漢光武》
- 《漢宮韻事：趙飛燕》
- 《大漢春秋》
- 《孔雀東南飛》
- 《蔡文姬》
- 《貂蟬》
- 《洛神》
- 《江東二喬》
- 《梁山伯與祝英臺》
- 《月蟬娟》
- 《紅拂傳奇》
- 《武則天》
- 《章台柳》
- 《魚玄機》
- 《玄武門》
- 《楊貴妃》
- 《天寶貴婦》
- 《李後主》
- 《樂昌公主》
- 《花蕊夫人》
- 《李清照》
- 《李清照的後半生》
- 《紅娘子》
- 《風波亭》
- 《魯智深》
- 《潘金蓮》
- 《十年一覺揚州夢》
- 《秦淮碧》
- 《李香君》
- 《桃花扇》
- 《圓圓曲》
- 《董小宛》
- 《太平天國》
- 《女螢》
- 《朱門》
- 《洛陽女兒》
- 《紅樓冷雨》
- 《花信風》
- 《東海明珠》
- 《唇樓》
- 《江南的憂鬱》
- 《媽祖》
- 《紫鳳樓》
- 《這一家》
- 《劉無雙》
- 《愛與罰》
- 《水東流》
- 《江山美人》
- 《紅牆》
- 《女人》
- 《塵沙萬里行》（抗战背景）